# Nissan Livina X-Gear
Livina X-Gear
En 2008, el Nissan Livina X-Gear se introdujo en Indonesia. Basado en el Livina, el X-Gear tiene guardabarros negros, protectores deportivos resistentes y riel de techo que lo hace parecer un crossover. El Livina X-Gear en Indonesia es impulsado por un motor de 1.5 litros, mientras que el brasileño X-Gear es impulsado por un motor Renault de 1.6 litros. En Malasia, el Livina X-Gear se lanzó en septiembre de 2011 con el motor HR16DE.
E2011-2012 Nissan Grand Livina 1.5 XV (Indonesia)
2012–2013 Nissan Grand Livina 1.5 Highway Star (Indonesia)
A principios de 2011, Nissan Motor Indonesia lanzó en Indonesia los modelos de estiramiento facial tanto del Nissan Livina como del Grand Livina. Los cambios se enfocaron principalmente en cambios exteriores menores, como la parrilla delantera, el diseño de la rueda, la moldura lateral del cuerpo, las señales de giro lateral, así como las adiciones de las características existentes del modelo superior aplicadas en los modelos inferiores. El cambio interior implica cambios de color de beige y marrón a negro.
El Grand Livina se ofreció en 1.5 S, 1.5 SV, 1.5 XV, 1.5 Ultimate, y 1.5 y 1.8 grados de modelo Highway Star. Los 1.8 XV y 1.8 Ultimate fueron descontinuados. En septiembre de 2012, el XV y el Ultimate compartieron el mismo parachoques delantero deportivo de Autech que el Highway Star, pero los kits de cuerpo completo y las llantas deportivas de aleación son exclusivos del Highway Star únicamente.
La serie L10 Livina aún se ofrece en Brasil y Sudáfrica después de la introducción de los modelos All New Livina en China y los países del sudeste asiático.
- Datos: Q1993748
- Multimedia: Nissan Livina / Q1993748